# Reforma Suíça

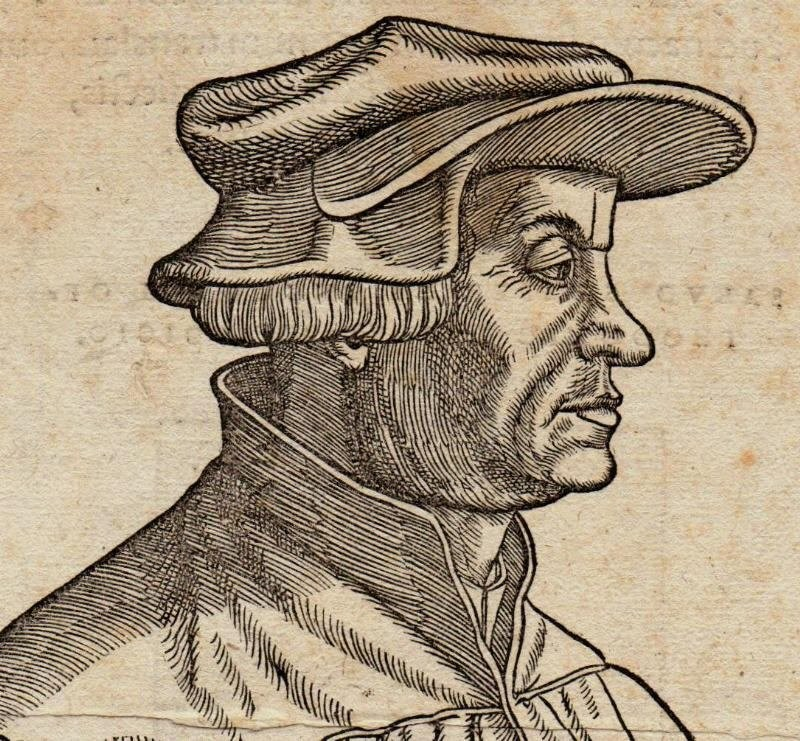
Ulrico Zuínglio

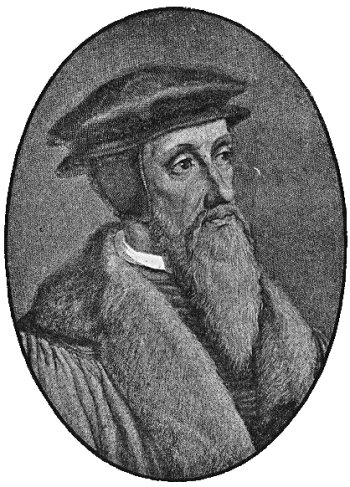
João Calvino

A Reforma Protestante Suíça foi introduzida por Ulrich Zwingli, que ganhou o apoio da cidade de Zurique em 1520. Isso levou a mudanças profundas na vida cotidiana e administrativa de Zurique e se espalhou por vários outros cantões da antiga Confederação Helvética. Sete deles permaneceram fiéis ao catolicismo, no entanto, que conduziu as guerras de Kappel. Os cantões católicos foram vitoriosos em 1531 e começaram a Contrarreforma em algumas regiões. O cisma entre cantões católicos e protestantes teve uma influência considerável na política interna de cada um e paralisar a adoção de uma política externa comum até o século XVIII. 
Apesar de suas diferenças religiosas, e apesar de uma aliança de defesa exclusivamente católica dos sete cantões católicos (Bund Goldener), além dos principais, conflitos armados diretamente entre os cantões não ocorreu. Soldados de ambos os lados lutaram nas Guerras religiosas na França.
A Confederação foi capaz de manter-se neutra durante a Guerra dos Trinta Anos, até porque as potências européias em conflito dependiam fortemente de mercenários suíços e não queriam deixar a Suíça cair nas mãos de um de seus rivais. As Três Ligas (Drei Bünde) dos Grisões, que ainda não eram membros da Confederação, tomaram parte na guerra em 1620 e perderam a Valtellina entre 1623 e 1639.